# Plagiognathus cornicola
Plagiognathus cornicola är en insektsart som beskrevs av Knight 1923. Plagiognathus cornicola ingår i släktet Plagiognathus och familjen ängsskinnbaggar. Inga underarter finns listade i Catalogue of Life.